# (Dis)amore
(Dis)amore è l'ottavo album in studio del gruppo musicale italiano Perturbazione, pubblicato nel 2020.

## Tracce
1. Le spalle nell'abbraccio – 2:21
2. Le regole dell'attrazione – 2:45
3. Ti stavo lontano – 2:12
4. Mostrami una donna – 2:57
5. La nuda proprietà – 1:46
6. Regime alimentare – 2:36
7. Le sigarette dopo il sesso – 3:19
8. Il ragù – 1:42
9. Chi conosci davvero – 3:53
10. Il paradiso degli amanti – 4:06
11. Non farlo – 2:16
12. Silenzio – 3:00
13. Taxi taxi – 3:48
14. L'inesorabile – 2:33
15. Lasciarsi a metà – 3:11
16. Conta su di me – 4:15
17. Le nostre canzoni – 3:28
18. Come i ladri – 3:59
19. La sindrome del criceto – 2:12
20. Temporaneamente – 2:26
21. Dieci fazzolettini – 2:58
22. Io mi domando se rravamo noi – 4:53
23. Le assenze – 4:03

Durata totale: 70:39